# Fusion pycnonucléaire
La fusion pycnonucléaire (du grec ancien : πυκνός ; romanisé : pycnós : dense, compact, épais) est un type de réaction de fusion nucléaire qui se produit en raison des oscillations du point zéro des noyaux autour de leur point d'équilibre lié dans leur réseau cristallin,. En physique quantique, le phénomène peut être interprété comme un chevauchement des fonctions d'onde des ions voisins et est proportionnel à l'amplitude du chevauchement. Dans les conditions d'ionisation au-dessus du seuil, les réactions de neutronisation et de fusion pycnonucléaire peuvent conduire à la création d'environnements absolument stables dans des substances superdenses.
Le terme « pycnonucléaire » a été inventé par A.G.W. Cameron en 1959, mais des recherches montrant la possibilité d'une fusion nucléaire dans des compositions extrêmement denses et froides ont été publiées par W. A. Wildhack en 1940,.

## Généralités
Les réactions pycnonucléaires peuvent se produire n'importe où et dans n'importe quelle matière, mais dans des conditions standards, la vitesse de la réaction est extrêmement faible et n'ont donc aucun rôle significatif en dehors des systèmes extrêmement denses, des environnements riches en neutrons et en électrons libres, tels que la croûte interne d'une étoile à neutrons,. Une caractéristique des réactions pycnonucléaires est que la vitesse de la réaction est directement proportionnelle à la densité de la matière dans laquelle la réaction se produit, mais est presque totalement indépendante de la température de l'environnement.
Les réactions pycnonucléaires se sont produites plus violemment dans les phases initiales de l'univers, la matière baryonique étant un milliard de fois plus dense qu'aujourd'hui. Des réactions pycnonucléaires sont encore observées aujourd'hui dans les étoiles à neutrons ou les naines blanches, avec des preuves qu'elles se produisent dans le plasma de deutérium-tritium généré en laboratoire,. Certaines spéculations rapportent également le fait que Jupiter émet plus de rayonnement qu'elle n'en reçoit du Soleil avec des réactions pycnonucléaires ou une fusion froide,.

## Naines blanches
Dans les naines blanches, le noyau de l'étoile est froid, conditions dans lesquelles, si on les traite classiquement, les noyaux qui s'organisent en un réseau cristallin sont dans leur état fondamental. Les oscillations du point zéro des noyaux dans le réseau cristallin avec une énergie {\displaystyle E_{0}} au sommet de Gamow égal à {\displaystyle E_{0}\thicksim \hbar w} peut surmonter la barrière coulombienne, déclenchant des réactions pycnonucléaires. Un modèle semi-analytique indique que chez les naines blanches, un emballement thermonucléaire peut se produire à des âges beaucoup plus précoces que celui de l'univers, car les réactions pycnonucléaires dans les noyaux des naines blanches dépassent la luminosité des naines blanches, permettant ainsi la fusion du carbone, qui catalyse la formation de supernovas de type Ia des naines blanches en accrétion, dont la masse est égale à la masse de Chandrasekhar,,,.
Certaines études indiquent que la contribution des réactions pycnonucléaires à l'instabilité des naines blanches n'est significative que pour les naines blanches de carbone, tandis que les naines blanches d'oxygène, une telle instabilité est principalement due à la capture d'électrons. Bien que d'autres auteurs ne soient pas d'accord sur le fait que les réactions pycnonucléaires peuvent agir comme des sources majeures de réchauffement à long terme pour des naines blanches massives (> 1,25 M☉), car leur densité ne suffirait pas pour un taux élevé de réactions pycnonucléaires.
Alors que la plupart des études indiquent qu'à la fin de leur cycle de vie, les naines blanches se transforment lentement en naines noires, où les réactions pycnonucléaires produisent lentement du fer 56 dans leur noyau. Selon certaines versions, un effondrement des naines noires est possible : M.E. Caplan (en 2020) théorise que chez les naines noires les plus massives (> 1,25 M☉), en raison de leur fraction électronique décroissante résultant de la production de fer 56, elles dépasseront la limite de Chandrasekhar dans un avenir très lointain, en spéculant que leur durée de vie peuvent s'étendre jusqu'à 101 100 années.

## Étoiles à neutrons
À mesure que les étoiles à neutrons subissent une accrétion, la densité dans la croûte augmente, dépassant le seuil de capture d'électrons. Comme le seuil de capture d'électrons ({\displaystyle \rho =1.455*10^{12}} g cm −3) est dépassé, il permet la formation de noyaux légers issus du processus de double capture électronique ({\displaystyle {\ce {^40Mg + 2e -> ^34Ne + 6n +}}}{\displaystyle {\bar {\nu }}_{e}}), ce qui augmente encore la densité de la croûte. À mesure que la densité augmente, les réseaux cristallins des noyaux riches en neutrons se rapprochent en raison de l'effondrement gravitationnel du matériau en accrétion, et à un point où les noyaux sont si rapprochés que leurs oscillations du point zéro leur permettent de traverser la barrière coulombienne, la fusion se produit. Alors que le principal site de fusion pycnonucléaire au sein des étoiles à neutrons est la croûte interne, des réactions pycnonucléaires entre noyaux légers peuvent se produire même dans l'océan de plasma,. 

Puisque le noyau des étoiles à neutrons a été estimé être {\displaystyle 3*10^{14}} g cm −3, à des densités aussi extrêmes, les réactions pycnonucléaires jouent un rôle important comme l'ont démontré Haensel & Zdunik, qui ont montré qu'à des densités de {\displaystyle \rho =10^{12}-10^{13}} g cm −3, ils constituent une source de chaleur majeure,,. Dans les processus de fusion de la croûte interne, la combustion de noyaux riches en neutrons ({\displaystyle {\ce {^{34}Ne + ^{34}Ne -> ^68Ca}}}), libère beaucoup de chaleur, permettant à la fusion pycnonucléaire de fonctionner comme une source d'énergie majeure, agissant peut-être même comme une source d'énergie majeure pour les sursauts gamma,.
D'autres études ont établi que la plupart des magnétars se trouvent à des densités de {\displaystyle \rho =10^{10}-10^{11}} g cm −3, indiquant que les réactions pycnonucléaires ainsi que les réactions ultérieures de capture d'électrons pourraient servir de sources de chaleur majeures.

## Réaction triple alpha
Dans les étoiles Wolf-Rayet, la réaction triple alpha est compensée par la faible énergie de la résonance du béryllium 8. Cependant, dans les étoiles à neutrons, la température dans le cœur est si basse que les réactions triple alpha peuvent se produire via la voie pycnonucléaire.